# Мельничное (Приморский край)
Ме́льничное — село в Красноармейском районе Приморского края. Административный центр Мельничного сельского поселения.

## Географическое положение
Село расположено в отдалённой горной местности, стоит на реке Большая Уссурка, ниже впадения в неё рек Колумбе (правый приток) и Приманка (левый приток).
Расстояние по автодороге до районного центра Новопокровка (через Рощино) около 120 км, до Дальнереченска около 196 км.
На юго-восток от села Мельничное идёт автодорога к пос. Пластун Тернейского района, до Российского побережья Японского моря около 130 км. Автодорога проходит по южной границе Сихотэ-Алинского заповедника.
Село приравнено к районам Крайнего Севера.

## Население
| 2002 | 2010 | 2011 | 2012 | 2013 | 2014 | 2015 |
| ---- | ---- | ---- | ---- | ---- | ---- | ---- |
| 964  | ↘793 | ↘791 | ↘767 | ↘758 | ↘717 | ↘700 |
| 2016 | 2017 | 2018 | 2019 | 2020 | 2021 |      |
| ↘682 | ↗685 | ↘615 | ↘555 | ↘518 | ↘466 |      |

## Улицы
| - ул. Арсеньева, - ул. Береговая, - ул. Верхняя, - ул. Красноармейская, | - ул. Луговая, - ул. Молодёжная, - ул. Озёрная, - ул. Подгорная, | - ул. Полевая, - ул. Советская, - ул. Центральная, - ул. Школьная. |

## Образование
В селе имеется средняя школа № 26.